# Boticas (freguesia)
Boticas is een plaats (freguesia) in de Portugese gemeente Boticas en telt 1 065 inwoners (2001).